# Martin Luthers kyrka
Martin Luthers kyrka är en kyrkobyggnad som sedan 2016 tillhör Halmstads församling (tidigare Martin Luthers församling) i Göteborgs stift. Den ligger i stadsdelen Nyhem i centralorten i Halmstads kommun.

## Historia
Under 1950- och 60-talen växte Halmstad österut och nya stadsdelar som Nyhem, Linehed och Andersberg tillkom. Halmstads församling uppdelades 1962 i S:t Nikolai församling och Martin Luthers församling. Den nya Martin Luthers församling hade bara en småkyrka som uppförts 1958 och den mindre Olaus Petri kyrka.
Kyrkan från 1958 var ritad av Halmstads stadsarkitekt Svante Paulson. Flera konstnärer hade bidragit med utsmyckning av kyrkan. Walter Bengtsson hade skapat takets kyrktupp samt en Lutherros som placerades inne i kyrkan. Erik Olson skapade en Lutherbild som satt på utsidan vid entrén samt det målade fönstret vid kyrkans kor. Hardy Strid skapade fönstermålningar för flera mindre fönster.
En arkitekttävling utlystes 1965 gällande en ny större kyrka med kyrkorum, sidokapell, sakristia, samlingslokaler, expedition, kansli och lokal för diakoni, vilken skulle ersätta småkyrkan från 1958. Småkyrkan skulle byggas om till ungdomslokal, medan klockstapeln fick rivas. Prästgården från 1958 skulle vara kvar. 

## Kyrkobyggnaden
Tävlingen vanns av arkitekterna Bertil Engstrand och Hans Speek och deras förslag uppfördes 1968-1970. Kyrkan invigdes den 19 december 1970 av biskop Bertil Gärtner. 
Det komplexa och omfattande programmet hålls samman av ett enhetligt formgrepp, som exteriört domineras av väggar klädda i rostfri, syrafast stålplåt och ett böljande, vågformat tak. Entrén mot en parkering i söder, markeras av ett böljande skärmtak och ett enkelt kors, också det plåtbeklätt. Anläggningen ligger i en park med akacior och är tämligen introvert med en sparsmakad fönstersättning mot de omgivande gatorna. Dess olika delar är ordnade så, att de bildar slutna gårdar. Klockbärarna har samma höjd som kyrkan, vilken saknar torn. Småkyrkobyggnaden har arkitektoniskt helt förenats med resten av huskroppen vad gäller exteriörens form och material. Den inrymmer lokaler för barn- och ungdomsverksamhet. 
Interiört används till större delen brunröd cortenstål i väggar och tak, fast vissa väggpartier är av vitbetong. Inredning och ljusarmaturer är typiska för 1970-talet. Golvet är utfört i öländsk kalksten. Ljuset kommer in sparsamt genom glasslitsar som går vertikalt eller horisontellt över väggen. Ett ljusfält faller in över koret och det enkla tredelade altaret i furu. I bakre delen av kyrkorummet ligger Rosenkapellet, som utgör ett eget rum i det större rummet.

## Inventarier
- I kyrkans fondvägg hänger ett triumfkrucifix, utfört i fur av Gert Hansson-Kaffa.
- Arkitekten Hans Speek har ritat altaret, predikstolen på litet fundament och dopfunten. Trädetaljerna är av furu.
- Över dopfunten hänger Noaks ark som votivskepp. En skulptur i brons utförd av Robert Nilsson.
- Bakom predikstolen en gobeläng vävd av Barbro Nilsson med motivet Betlehemsstjärnan.
- I Rosenkapellet hänger en gobeläng utförd av Maryn Hemmingsson med motivet Lutherrosen.
- Ett färgat korfönster, utfört av Erik Olson, tillkom 1988.

### Orglar

#### Kororgel
- En mekanisk orgel tillverkades 1970 av Grönlunds Orgelbyggeri och samma firma utökade den 1983. Orgeln är placerad till vänster framme i kyrkan. Den har 29 stämmor fördelade på tre manualer och pedal.[3]

| Huvudverk I      | Svällverk II         | Öververk III         | Pedal          | Koppel |
| Principal 8'     | Salicional 8'        | Gedackt 8'           | Subbas 16'     | I/P    |
| Rörflöjt 8'      | Voix Celeste 8'      | Principal 4'         | Oktava 8'      | II/P   |
| Oktava 4'        | Oktava 4'            | Rörflöjt 4'          | Gedackt 8'     | III/P  |
| Spetsflöjt 4'    | Traversflöjt 4'      | Waldflöjt 2'         | Koppelflöjt 4' | II/I   |
| Oktava 2'        | Blockflöjt 2'        | Sesquialtera II chor | Nachthorn 2'   | III/I  |
| Mixtur IV-V chor | Grand Cornett V chor | Scharf III chor      | Fagott 16'     | III/II |
| Trumpet 8'       | Bombarde 16'         | Krumhorn 8'          | Skalmeja 4'    |        |
|                  | Oboe 8'              | Tremulant            |                |        |
|                  | Tremulant            | Crescendosvällare    |                |        |
|                  | Crescendosvällare    |                      |                |        |

#### Orgel i Rosenkapellet
Den mekaniska orgeln är tillverkad 1958 av Olof Hammarberg och har senare byggts till med subbas. Instrumentet har fem stämmor fördelade på manual och pedal.
| Manual         | Pedal   |
| Gedakt 8'      | Bihängd |
| Rörflöjt 4'    |         |
| Gemshorn 2'    |         |
| Mixtur II chor |         |

## Interiörbilder

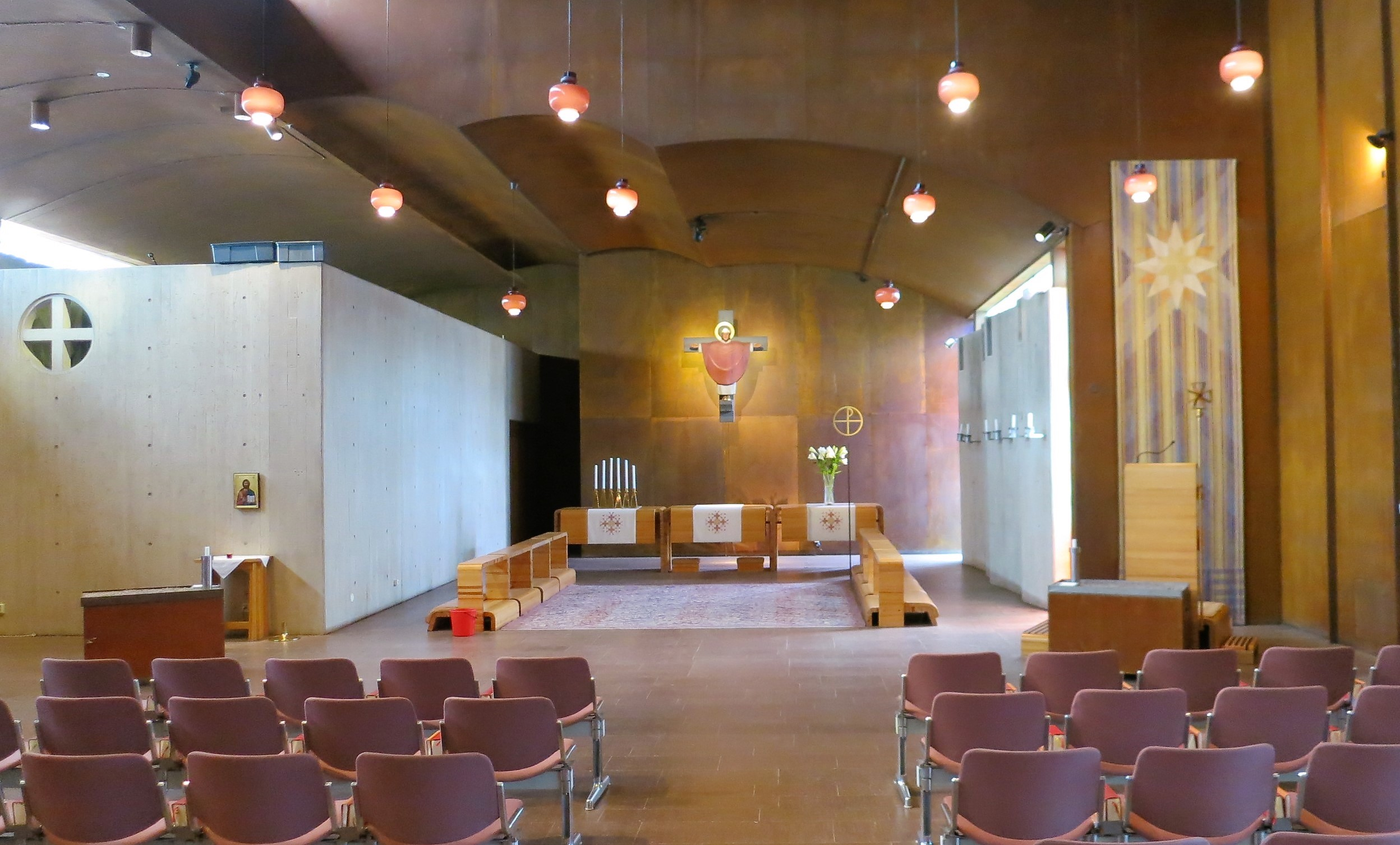
Interiör mot koret med taket i cortenstål
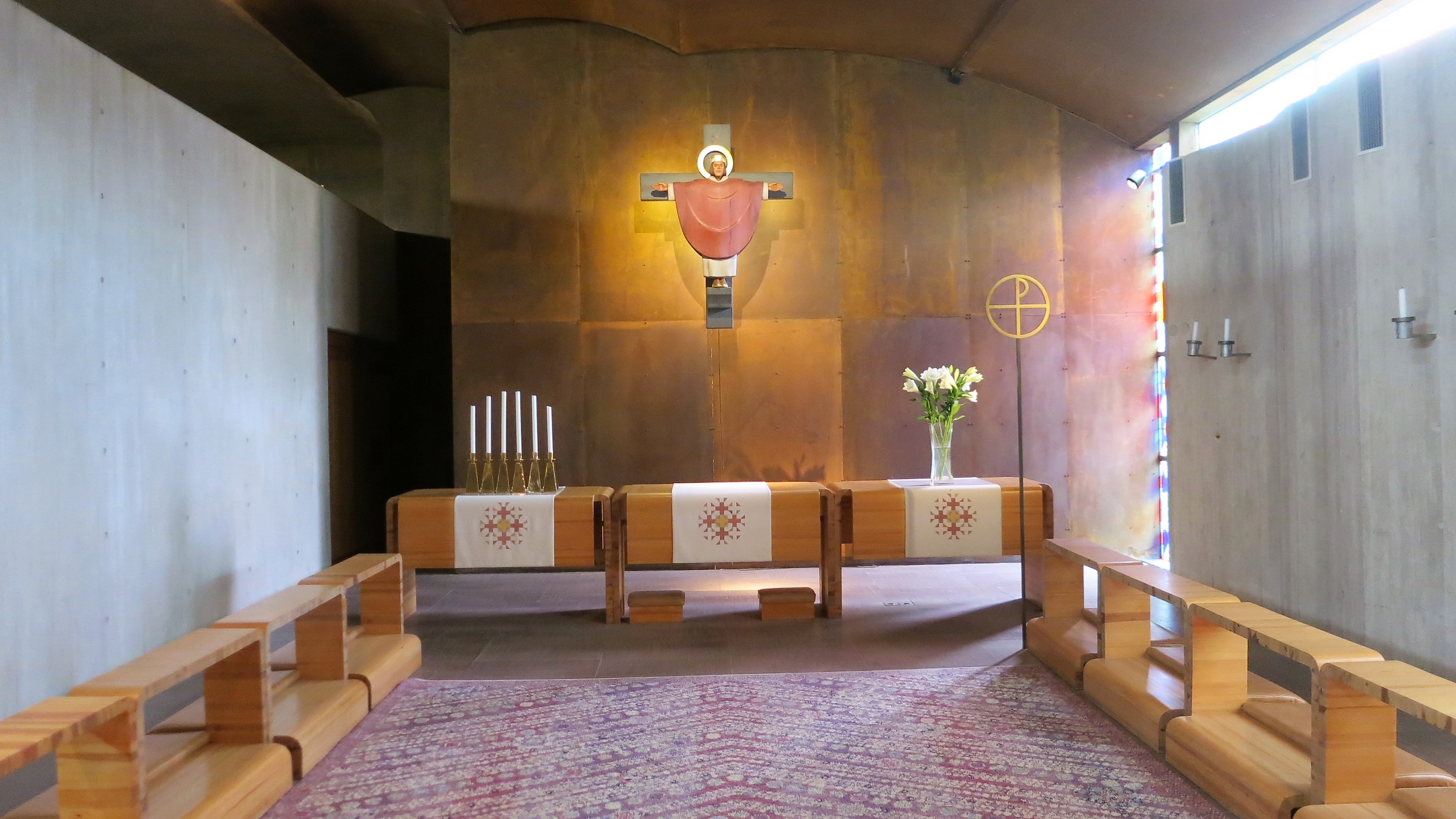
Koret med triumfkrucifix
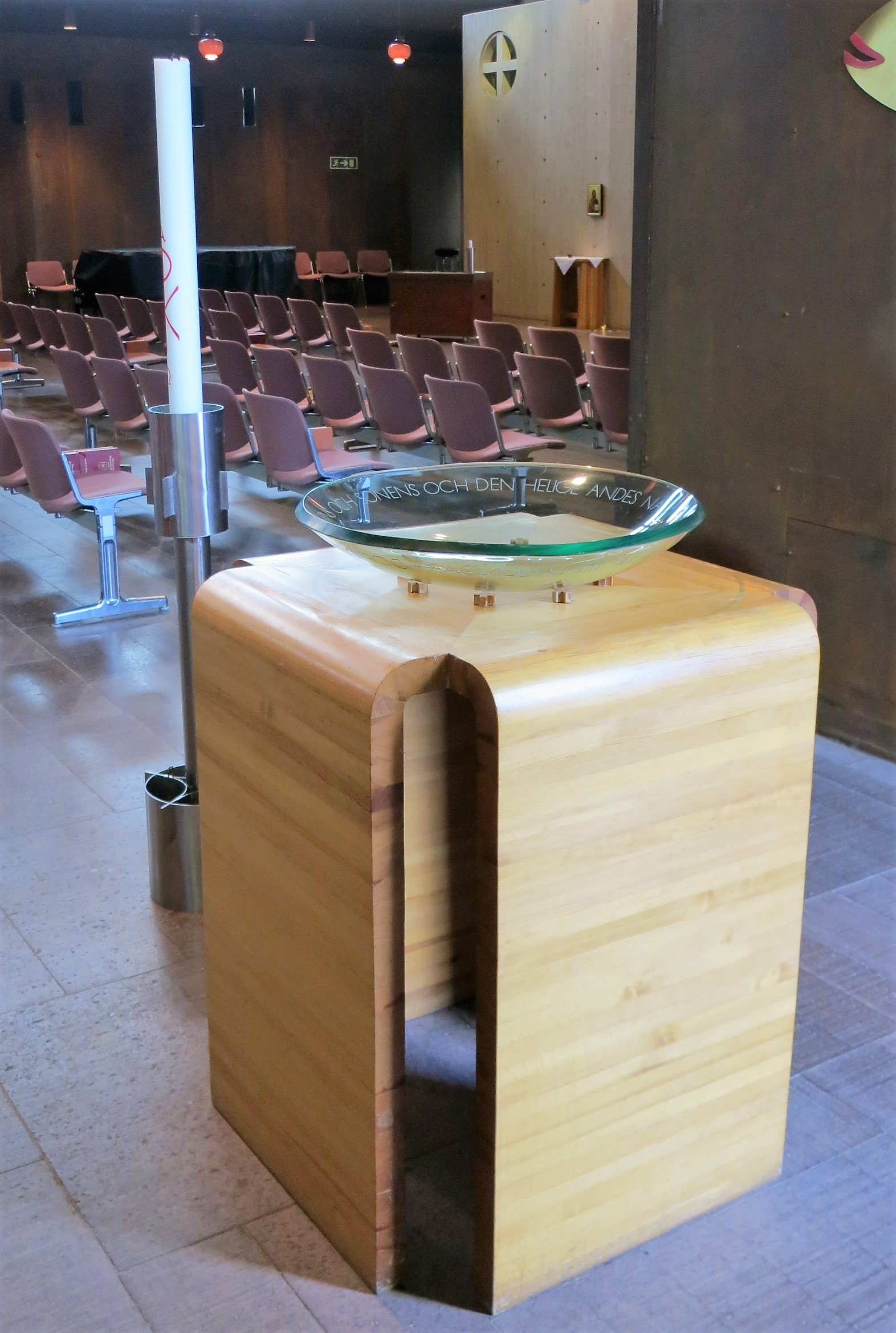
Dopfunten
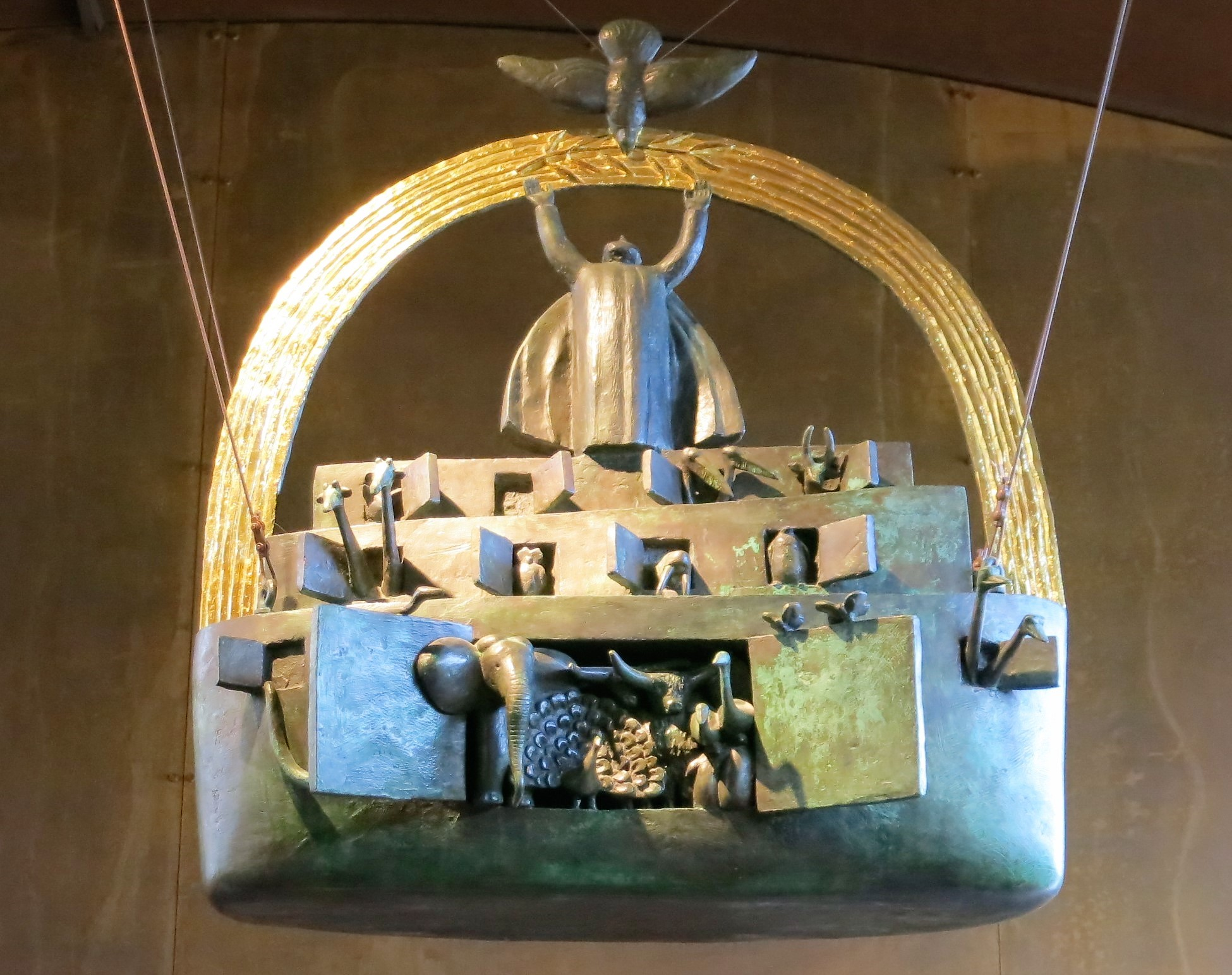
Noaks ark som votivskepp över dopfunten
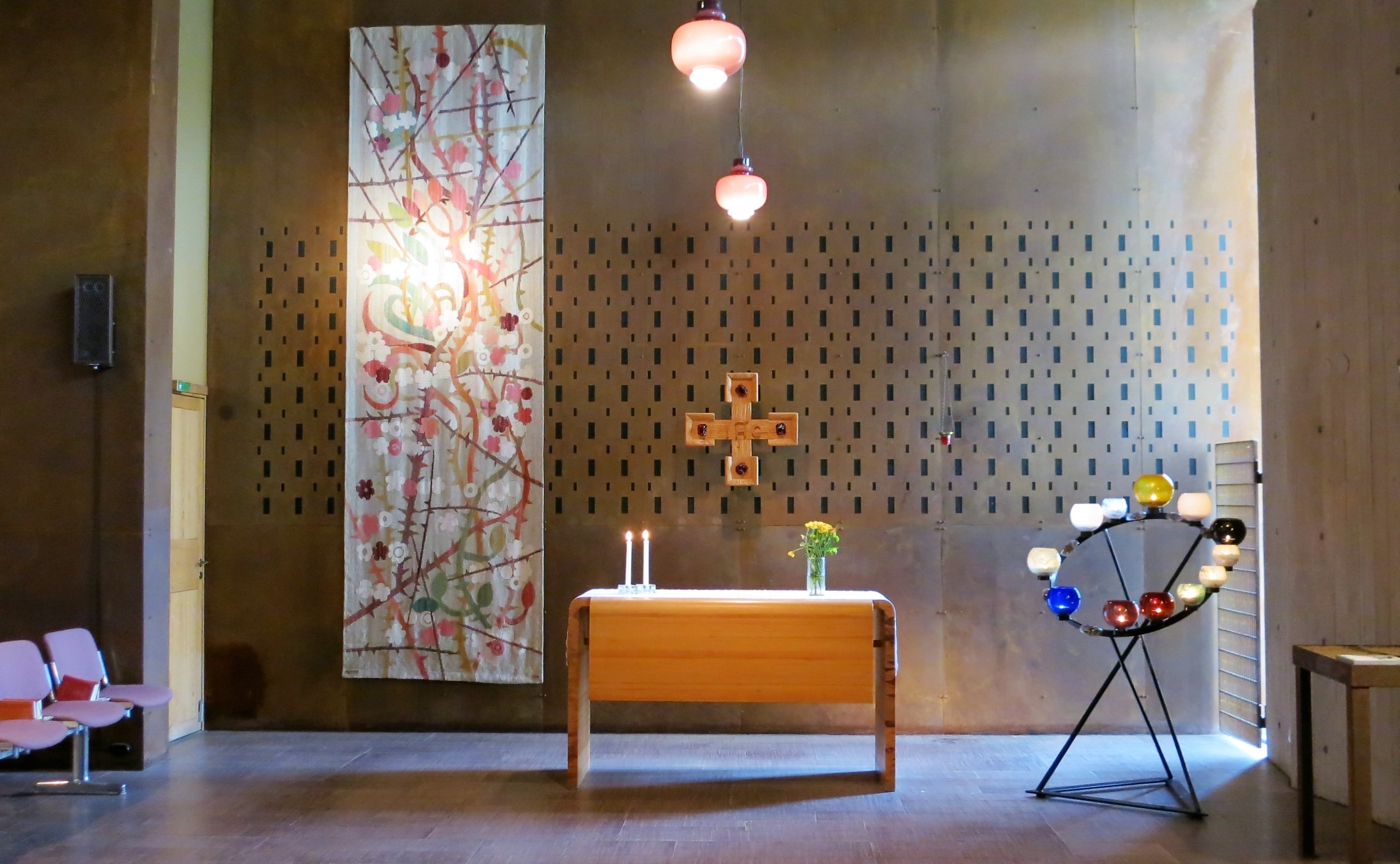
Rosenkapellet